# Willersöd
Willersöd ist eine Einöde der Gemeinde Malgersdorf im niederbayerischen Landkreis Rottal-Inn.

## Geografie und Verkehrsanbindung
Die Einöde liegt auf offener Flur im Osten des Gemeindegebietes, etwa 1,6 km südöstlich von Malgersdorf. Über eine Gemeindestraße ist sie an die Bundesstraße 20 und die Kreisstraße PAN 36 „Döttenau“ angeschlossen.

## Geschichte
Vor der bayerischen Gebietsreform war Willersöd ein Ortsteil der Gemeinde Jägerndorf. Diese wurde 1972 nach Arnstorf eingegliedert. 1975 wurde Willersöd zusammen mit einigen weiteren Ortsteilen nach Malgersdorf umgegliedert.